# Povilas Babarskas
Povilas Babarskas (Kaunas, 13 de diciembre de 1988) es un jugador de balonmano lituano que juega de lateral izquierdo en el TV Großwallstadt. Es además, internacional con la selección de balonmano de Lituania.

## Palmarés

### RK Celje
- Liga de balonmano de Eslovenia (1): 2016, 2017
- Copa de Eslovenia de balonmano (1): 2016, 2017

## Clubes
- HC Granitas Kaunas ( -2010)
- HIT Innsbruck (2010-2012)
- A1 Bregenz (2012-2015)
- RK Celje (2015-2017)
- A1 Bregenz (2017-2021)
- TV Großwallstadt (2021- )